# Düsseldorfer Turn- und Sportverein Fortuna 1895 1988-1989
Questa voce raccoglie le informazioni riguardanti il Düsseldorfer Turn- und Sportverein Fortuna 1895 nelle competizioni ufficiali della stagione 1988-1989.

## Stagione
Nella stagione 1988-1989 il Fortuna Düsseldorf, allenato da Aleksandar Ristić, concluse il campionato di 2. Bundesliga al 1º posto. In Coppa di Germania il Fortuna Düsseldorf fu eliminato al primo turno dal Fortuna Colonia.

## Rosa
| N. |                      | Ruolo | Calciatore       |
| -- | -------------------- | ----- | ---------------- |
| 1  | Germania (bandiera)  | P     | Frank Kirn       |
|    | Germania (bandiera)  | P     | Uwe Dignaß       |
|    | Germania (bandiera)  | P     | Jörg Schmadtke   |
|    | Germania (bandiera)  | D     | Sven Backhaus    |
|    | Germania (bandiera)  | D     | Ralf Loose       |
|    | Germania (bandiera)  | D     | Karl Werner      |
|    | Polonia (bandiera)   | D     | Rudolf Wójtowicz |
|    | Germania (bandiera)  | C     | Michael Büskens  |
|    | Rep. Ceca (bandiera) | C     | Pavel Chaloupka  |
|    | Germania (bandiera)  | C     | Christian Heide  |
|    | Germania (bandiera)  | C     | Andreas Kaiser   |
|    | Germania (bandiera)  | C     | Michael Kimmel   |

| N. |                      | Ruolo | Calciatore       |
| -- | -------------------- | ----- | ---------------- |
|    | Germania (bandiera)  | C     | Dirk Krümpelmann |
|    | Rep. Ceca (bandiera) | C     | Petr Rada        |
|    | Germania (bandiera)  | C     | Michael Schütz   |
|    | Germania (bandiera)  | C     | Thomas Seeliger  |
|    | Germania (bandiera)  | C     | Jörg Spillmann   |
|    | Germania (bandiera)  | C     | Richard Walz     |
|    | Germania (bandiera)  | A     | Sven Demandt     |
|    | Germania (bandiera)  | A     | Bernd Klotz      |
|    | Germania (bandiera)  | A     | Michael Preetz   |
|    | Germania (bandiera)  | A     | Peter Radojewski |
|    | Tunisia (bandiera)   | A     | Nizar Trabelsi   |

## Organigramma societario
Area tecnica
- Allenatore: Aleksandar Ristić
- Allenatore in seconda:
- Preparatore dei portieri:
- Preparatori atletici:

## Calciomercato

### Sessione estiva
| Acquisti | Acquisti        | Acquisti                 | Acquisti |
| R.       | Nome            | da                       | Modalità |
| -------- | --------------- | ------------------------ | -------- |
| C        | Christian Heide | Eintracht Francoforte II |          |
| A        | Bernd Klotz     | Waldhof Mannheim         |          |
| C        | Petr Rada       | FK Viagem Příbram        |          |
| C        | Richard Walz    | Eintracht Francoforte II |          |

| Cessioni | Cessioni           | Cessioni         | Cessioni |
| R.       | Nome               | a                | Modalità |
| -------- | ------------------ | ---------------- | -------- |
| A        | Henrik-Ravn Jensen | Vejle            |          |
| C        | Jürgen Luginger    | Schalke 04       |          |
| C        | Dean Thomas        | Northampton Town |          |
| C        | Josef Weikl        | TuRU Düsseldorf  |          |
| A        | Zvonko Živković    | Digione          |          |

### Sessione invernale
| Acquisti | Acquisti        | Acquisti  | Acquisti |
| R.       | Nome            | da        | Modalità |
| -------- | --------------- | --------- | -------- |
| C        | Pavel Chaloupka | Bohemians |          |

| Cessioni | Cessioni | Cessioni | Cessioni |
| R.       | Nome     | a        | Modalità |
| -------- | -------- | -------- | -------- |

## Risultati

### 2. Bundesliga

#### Girone di andata
| Arbitro: | Amerell |

|             |           |            |
| Wassmer 48’ | Marcatori | 11’ Preetz |

| Arbitro: | Fux |

|                                         |           |               |
| Backhaus 27’ Klotz 67’, 90’ Demandt 86’ | Marcatori | 64’ Ellmerich |

| Arbitro: | Merk |

|           |           |           |
| Klotz 31’ | Marcatori | 72’ Krohm |

| Braunschweig 20 agosto 1988, ore 15:00 CEST 4ª giornata | Eintracht Braunschweig | 0 – 0 referto | Fortuna Düsseldorf | Stadion an der Hamburger Straße (9 200 spett.)\| Arbitro: \| Osmers \| |
| Arbitro:                                                | Osmers                 |               |                    |                                                                        |

| Arbitro: | Schneider |

|                    |           |  |
| Rada 4’ Preetz 45’ | Marcatori |  |

| Arbitro: | Neuner |

|                      |           |                       |
| Knecht 51’ Höfer 71’ | Marcatori | 8’ Demandt 20’ Preetz |

| Arbitro: | Richmann |

|            |           |                    |
| Schütz 87’ | Marcatori | 22’ Kuhl 82’ Trunk |

| Arbitro: | Matheis |

|            |           |                                                       |
| Basten 28’ | Marcatori | 49’ (aut.) Brinkmann 61’, 71’, 85’ Demandt 79’ Schütz |

| Arbitro: | Boos |

|                          |           |         |
| Krümpelmann 44’ Walz 86’ | Marcatori | 18’ Dum |

| Arbitro: | Schmidhuber |

|             |           |           |
| Rombach 21’ | Marcatori | 67’ Klotz |

| Arbitro: | Ren |

|                                        |           |          |
| Preetz 10’ Krümpelmann 45’ Demandt 80’ | Marcatori | 58’ Hupe |

| Arbitro: | Birlenbach |

|           |           |  |
| Jakobs 6’ | Marcatori |  |

| Arbitro: | Krug |

|                       |           |                 |
| Demandt 9’ Werner 63’ | Marcatori | 24’ Hönnscheidt |

| Arbitro: | Wolf |

|             |           |                    |
| Scheler 82’ | Marcatori | 19’ Klotz 80’ Walz |

| Arbitro: | Amerell |

|            |           |                 |
| Demandt 6’ | Marcatori | 45’ van der Ven |

| Arbitro: | Eli |

|                               |           |  |
| Müller 28’, 57’ Kroninger 61’ | Marcatori |  |

| Arbitro: | Mölm |

|                                       |           |  |
| Demandt 20’, 22’ Schütz 21’ Loose 87’ | Marcatori |  |

| Arbitro: | Werner |

|                                                 |           |                    |
| Myyry 35’ Vorholt 39’ (rig.) van der Pütten 69’ | Marcatori | 24’ (rig.) Demandt |

| Arbitro: | Schmidt |

|                 |           |                  |
| Krümpelmann 37’ | Marcatori | 35’ Schlumberger |

#### Girone di ritorno
| Arbitro: | Brehm |

|                          |           |  |
| Backhaus 29’ Demandt 31’ | Marcatori |  |

| Arbitro: | Wiesel |

|                                |           |                 |
| Jurgeleit 3’, 16’ Gerstner 73’ | Marcatori | 15’ Krümpelmann |

| Arbitro: | Broska |

|                              |           |                    |
| Sendscheid 18’ Delzepich 69’ | Marcatori | 63’ (rig.) Demandt |

| Arbitro: | Steinborn |

|                                                |           |  |
| Walz 44’, 51’ Chaloupka 56’ Demandt 76’ (rig.) | Marcatori |  |

| Arbitro: | Holst |

|                |           |                                                 |
| Regenbogen 34’ | Marcatori | 20’, 33’, 52’ (rig.), 76’ Demandt 61’ Chaloupka |

| Arbitro: | Theobald |

|                                      |           |  |
| Walz 25’ Demandt 30’, 73’ Schütz 58’ | Marcatori |  |

| Arbitro: | Tritschler |

|                    |           |             |
| Heß 56’ Trares 64’ | Marcatori | 67’ Demandt |

| Arbitro: | Werner |

|                                               |           |                      |
| Demandt 15’ Chaloupka 53’ Žeravica 71’ (aut.) | Marcatori | 83’ Twyrdy 88’ Holze |

| Arbitro: | Kriegelstein |

|                   |           |                      |
| Hach 75’ Fuhl 83’ | Marcatori | 23’ Demandt 55’ Walz |

| Arbitro: | Matheis |

|                        |           |                       |
| Walz 17’ Chaloupka 69’ | Marcatori | 13’ Gries 15’ Greiser |

| Arbitro: | Brückner |

|                                               |           |             |
| Woodcock 46’ Fuchs 57’ Pförtner 59’ Lopes 70’ | Marcatori | 90’ Demandt |

| Arbitro: | Boos |

|            |           |              |
| Demandt 8’ | Marcatori | 39’ Dubovina |

| Arbitro: | Ren |

|                                  |           |                             |
| Jambo 11’ (rig.) Hönnscheidt 70’ | Marcatori | 59’ Preetz 65’ (aut.) Reiss |

| Arbitro: | Heitmann |

|                                                    |           |                              |
| Demandt 27’, 80’ (rig.) Krümpelmann 61’ Preetz 69’ | Marcatori | 9’, 85’ Wolff 89’ Stockinger |

| Arbitro: | Gangkofer |

|            |           |                                    |
| Kügler 65’ | Marcatori | 4’ Krümpelmann 76’ Walz 86’ Preetz |

| Arbitro: | Löwer |

|                        |           |           |
| Preetz 11’ Demandt 55’ | Marcatori | 77’ Weber |

| Arbitro: | Birlenbach |

|            |           |                               |
| Remark 29’ | Marcatori | 22’, 75’ Demandt 44’ Backhaus |

| Arbitro: | Schmidhuber |

|                                                      |           |           |
| Demandt 20’ (rig.), 58’ (rig.) Werner 45’ Preetz 86’ | Marcatori | 35’ Menke |

| Arbitro: | Föckler |

|                       |           |                                                                                 |
| Schlumberger 41’, 48’ | Marcatori | 6’, 27’ (rig.), 58’ Demandt 7’, 10’ Preetz 29’ (rig.) Krümpelmann 70’ Chaloupka |

### Coppa di Germania
| Arbitro: | Löwer |

|              |           |  |
| Woodcock 38’ | Marcatori |  |

## Statistiche

### Statistiche di squadra
| Competizione      | Punti | In casa | In casa | In casa | In casa | In casa | In casa | In trasferta | In trasferta | In trasferta | In trasferta | In trasferta | In trasferta | Totale | Totale | Totale | Totale | Totale | Totale | DR  |
| Competizione      | Punti | G       | V       | N       | P       | Gf      | Gs      | G            | V            | N            | P            | Gf           | Gs           | G      | V      | N      | P      | Gf     | Gs     | DR  |
| ----------------- | ----- | ------- | ------- | ------- | ------- | ------- | ------- | ------------ | ------------ | ------------ | ------------ | ------------ | ------------ | ------ | ------ | ------ | ------ | ------ | ------ | --- |
| 2. Bundesliga     | 49    | 19      | 13      | 5       | 1       | 47      | 19      | 19           | 6            | 6            | 7            | 38           | 33           | 38     | 19     | 11     | 8      | 85     | 52     | +33 |
| Coppa di Germania | -     | 0       | 0       | 0       | 0       | 0       | 0       | 1            | 0            | 0            | 1            | 0            | 1            | 1      | 0      | 0      | 1      | 0      | 1      | -1  |
| Totale            | 49    | 19      | 13      | 5       | 1       | 47      | 19      | 20           | 6            | 6            | 8            | 38           | 34           | 39     | 19     | 11     | 9      | 85     | 53     | +32 |

### Andamento in campionato
| Giornata  | 1 | 2 | 3 | 4 | 5 | 6 | 7 | 8 | 9 | 10 | 11 | 12 | 13 | 14 | 15 | 16 | 17 | 18 | 19 | 20 | 21 | 22 | 23 | 24 | 25 | 26 | 27 | 28 | 29 | 30 | 31 | 32 | 33 | 34 | 35 | 36 | 37 | 38 |
| --------- | - | - | - | - | - | - | - | - | - | -- | -- | -- | -- | -- | -- | -- | -- | -- | -- | -- | -- | -- | -- | -- | -- | -- | -- | -- | -- | -- | -- | -- | -- | -- | -- | -- | -- | -- |
| Luogo     | T | C | C | T | C | T | C | T | C | T  | C  | T  | C  | T  | C  | T  | C  | T  | C  | C  | T  | T  | C  | T  | C  | T  | C  | T  | C  | T  | C  | T  | C  | T  | C  | T  | C  | T  |
| Risultato | N | V | N | N | V | N | P | V | V | N  | V  | P  | V  | V  | N  | P  | V  | P  | N  | V  | P  | P  | V  | V  | V  | P  | V  | N  | N  | P  | N  | N  | V  | V  | V  | V  | V  | V  |
| Posizione | 9 | 3 | 5 | 5 | 4 | 4 | 6 | 5 | 4 | 4  | 2  | 4  | 3  | 1  | 2  | 5  | 2  | 4  | 4  | 2  | 5  | 6  | 5  | 4  | 2  | 4  | 3  | 4  | 3  | 4  | 4  | 3  | 3  | 3  | 2  | 1  | 1  | 1  |

Legenda:

Luogo: C = Casa; T = Trasferta. Risultato: V = Vittoria; N = Pareggio; P = Sconfitta.

### Statistiche dei giocatori
!! colspan="4" | Totale

| Giocatore      | 2. Bundesliga | 2. Bundesliga | 2. Bundesliga | 2. Bundesliga | Coppa di Germania S. Backhaus | Coppa di Germania S. Backhaus | Coppa di Germania S. Backhaus | Coppa di Germania S. Backhaus | 24       | 3    | 9           | 0          | 1 | 0 | 0 | 0 | 25 | 3 | 9 | 0 |
| Giocatore      | Presenze      | Reti          | Ammonizioni   | Espulsioni    | Presenze                      | Reti                          | Ammonizioni                   | Espulsioni                    | Presenze | Reti | Ammonizioni | Espulsioni |   |   |   |   |    |   |   |   |
| M. Büskens     | 1             | 0             | 0             | 0             | 0                             | 0                             | 0                             | 0                             | 1        | 0    | 0           | 0          |   |   |   |   |    |   |   |   |
| P. Chaloupka   | 15            | 5             | 0             | 0             | 0                             | 0                             | 0                             | 0                             | 15       | 5    | 0           | 0          |   |   |   |   |    |   |   |   |
| S. Demandt     | 38            | 35            | 1             | 0             | 1                             | 0                             | 0                             | 0                             | 39       | 35   | 1           | 0          |   |   |   |   |    |   |   |   |
| U. Dignaß      | 1             | 0             | 0             | 0             | 0                             | 0                             | 0                             | 0                             | 1        | 0    | 0           | 0          |   |   |   |   |    |   |   |   |
| C. Heide       | 16            | 0             | 1             | 0             | 0                             | 0                             | 0                             | 0                             | 16       | 0    | 1           | 0          |   |   |   |   |    |   |   |   |
| A. Kaiser      | 32            | 0             | 7             | 0             | 1                             | 0                             | 0                             | 0                             | 33       | 0    | 7           | 0          |   |   |   |   |    |   |   |   |
| M. Kimmel      | 21            | 0             | 3             | 0             | 1                             | 0                             | 0                             | 0                             | 22       | 0    | 3           | 0          |   |   |   |   |    |   |   |   |
| F. Kirn        | 0             | 0             | 0             | 0             | 0                             | 0                             | 0                             | 0                             | 0        | 0    | 0           | 0          |   |   |   |   |    |   |   |   |
| B. Klotz       | 20            | 5             | 2             | 0             | 1                             | 0                             | 0                             | 0                             | 21       | 5    | 2           | 0          |   |   |   |   |    |   |   |   |
| D. Krümpelmann | 35            | 7             | 0             | 1             | 1                             | 0                             | 0                             | 0                             | 36       | 7    | 0           | 1          |   |   |   |   |    |   |   |   |
| R. Loose       | 37            | 1             | 4             | 0             | 1                             | 0                             | 0                             | 0                             | 38       | 1    | 4           | 0          |   |   |   |   |    |   |   |   |
| M. Preetz      | 31            | 11            | 3             | 0             | 1                             | 0                             | 0                             | 0                             | 32       | 11   | 3           | 0          |   |   |   |   |    |   |   |   |
| P. Rada        | 33            | 1             | 8             | 0             | 1                             | 0                             | 1                             | 0                             | 34       | 1    | 9           | 0          |   |   |   |   |    |   |   |   |
| P. Radojewski  | 7             | 0             | 2             | 0             | 0                             | 0                             | 0                             | 0                             | 7        | 0    | 2           | 0          |   |   |   |   |    |   |   |   |
| J. Schmadtke   | 37            | 0             | 2             | 0             | 1                             | 0                             | 0                             | 0                             | 38       | 0    | 2           | 0          |   |   |   |   |    |   |   |   |
| M. Schütz      | 33            | 4             | 5             | 0             | 1                             | 0                             | 1                             | 0                             | 34       | 4    | 6           | 0          |   |   |   |   |    |   |   |   |
| T. Seeliger    | 13            | 0             | 1             | 0             | 0                             | 0                             | 0                             | 0                             | 13       | 0    | 1           | 0          |   |   |   |   |    |   |   |   |
| J. Spillmann   | 1             | 0             | 1             | 0             | 0                             | 0                             | 0                             | 0                             | 1        | 0    | 1           | 0          |   |   |   |   |    |   |   |   |
| N. Trabelsi    | 0             | 0             | 0             | 0             | 0                             | 0                             | 0                             | 0                             | 0        | 0    | 0           | 0          |   |   |   |   |    |   |   |   |
| R. Walz        | 31            | 8             | 2             | 0             | 0                             | 0                             | 0                             | 0                             | 31       | 8    | 2           | 0          |   |   |   |   |    |   |   |   |
| K. Werner      | 37            | 2             | 1             | 0             | 1                             | 0                             | 0                             | 0                             | 38       | 2    | 1           | 0          |   |   |   |   |    |   |   |   |
| R. Wójtowicz   | 25            | 0             | 4             | 0             | 1                             | 0                             | 0                             | 0                             | 26       | 0    | 4           | 0          |   |   |   |   |    |   |   |   |